# Knight Bachelor

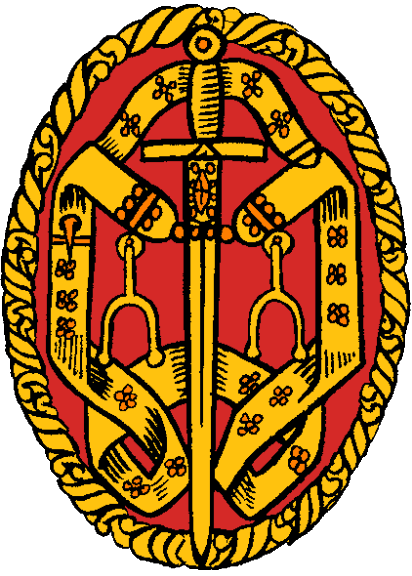
Onderscheidingsteken van een Knight Bachelor

Een Knight Bachelor is een man die door de Britse koning/koningin, of haar vertegenwoordiger, tot ridder is geslagen zonder dat hij in een ridderorde is opgenomen. Ridders die ook tot een van de Britse ridderorden behoren zijn Knight Companion. Een Knight Bachelor ontvangt bij zijn investituur een draagteken, dat hij om de hals draagt. De titel is niet erfelijk. Anders dan bij de baronnen en andere erfelijke edellieden kan een Knight Bachelor die veroordeeld wordt wegens een misdrijf, zijn rang verliezen. In een recent rapport wordt bekritiseerd dat dames geen "Dame Bachelor" kunnen zijn.
De echtgenote van een Knight mag zich "Lady" (in combinatie met de familienaam van de echtgenoot) noemen. Dat is echter slechts een beleefdheidsvorm. Zij behoort niet tot de adel.
Een voorbeeld van een Knight Bachelor was Sir Charles Chaplin. Zijn vrouw was Lady Chaplin. Recenter kreeg Sir Salman Rushdie  deze onderscheiding voor zijn literaire werk (2007). Patrick Stewart werd tot Knight Bachelor geslagen voor verleende diensten voor het toneel (2010). Lewis Hamilton werd op 15 december 2021 tot Knight Bachelor geslagen door prins Charles, voor zijn verdiensten voor de autosport.